# 弗朗切斯科·费鲁乔号装甲巡洋舰
“弗朗切斯科·费鲁乔”号装甲巡洋舰（義大利語：Francesco Ferruccio）是一艘朱塞佩·加里波蒂级装甲巡洋舰，20世纪头十年为意大利皇家海军建造。在其服役生涯中，该舰曾多次被部署到东地中海和黎凡特。在1911到1912年的意土战争初期，该舰参与了轰炸的黎波里的作战，之后在1912年初轰炸了贝鲁特，最后被转调到了利比亚。第一次世界大战期间，“弗朗切斯科·费鲁乔”号的活动受到奥匈帝国潜艇的封锁限制，于1919年被改为一艘训练舰。该舰在1930年被意大利海军除役，随后报废。

## 设计和描述
“弗朗切斯科·费鲁乔”号全长111.8（366英尺10英寸），舷宽18.2（59英尺9英寸），吃水深7.3（23英尺11英寸）。在正常载荷下，该舰排水量为7,350公噸（7,230長噸）。舰载动力由两台立式三胀蒸汽机提供，每台蒸汽机驱动一根传动轴，而蒸汽则来自24座贝尔维尔燃煤锅炉。发动机总功率为14,000匹指示馬力（10,000千瓦特），可达到约19—20節（35—37每小時；22—23英里每小時）的航速。以10節（19每小時；12英里每小時）航速行驶时，该舰巡航距离为5,500海里（10,200；6,300英里）。舰上的常规编制为555名军官和士兵，但作为旗舰时编制为578名。
该舰的主炮包括一门安装在上层建筑前方炮塔内的254（10英寸）炮以及舰尾的双联装203（8英寸）炮。其副炮包括10门152（6.0英寸）炮，被安置在舰舯部的炮廓内，其余4门152毫米的炮安装在上层甲板上。“弗朗切斯科·费鲁乔”号还安装有10门76（3英寸）和6门47（1.9英寸）炮来对抗鱼雷艇。此外，舰上装有四具单装450（17.7英寸）鱼雷发射管。
该船的水线装甲带在舰舯部最大厚度为150（5.9英寸），向舰首舰尾两端逐渐减薄至80（3.1英寸）。指挥塔、炮廓和炮塔也被150毫米厚的装甲保护。该舰的防护甲板装甲厚度为37（1.5英寸），上层甲板上的152毫米炮由50（2.0英寸）的炮盾保护。

## 建造和服役
“弗朗切斯科·费鲁乔”号以雇佣兵队长弗朗切斯科·费鲁乔的名字命名，于1899年8月19日在威尼斯的海军船坞铺设龙骨，并于1902年4月23日由热那亚公爵夫人主持下水。该舰最终于1905年9月1日竣工。在1905年的舰队演习中，该舰被分配到封锁撒丁岛拉马达莱娜的“敌对”部队。1906年9月15日至16日，该舰与其姊妹舰“朱塞佩·加里波蒂”号和“瓦雷泽”号一起在法国马赛参加为法国总统阿尔芒·法利埃举行的舰队检阅。“弗朗切斯科·费鲁乔”号于1909年7月驶往黎凡特，1910年6月26日至1911年1月被派往克里特岛，1月25日返回塔兰托。
当意土战争于1911年9月29日爆发时，“弗朗切斯科·费鲁乔”号与其姊妹舰“朱塞佩·加里波蒂”号以及“瓦雷泽”号一起被分配到地中海舰队第二分舰队的第四总队。“弗朗切斯科·费鲁乔”号和“朱塞佩·加里波蒂”号于10月3日至4日轰击的黎波里，而“瓦雷泽”号则在近海巡逻以防土耳其舰船。这次零星的炮击造成了12名奥斯曼士兵死亡，23人重伤，此外还有7名平民死亡。10月13日，这三艘姊妹舰航行至西西里岛奥古斯塔补充燃煤。1912年2月24日，“弗朗切斯科·费鲁乔”号和“朱塞佩·加里波蒂”号轰击贝鲁特，击沉了老迈的奥斯曼帝国铁甲舰“圣访”号，并迫使鱼雷艇“安哥拉”号自沉。这次炮击造成了140多名平民死亡，200多人受伤。之后，该舰被调往利比亚，直至战争结束。在第一次巴尔干战争期间，该舰于1913年2月18日至6月5日期间驻扎在阿尔巴尼亚，并于1914年1月4日至2月7日期间再次驻扎在那里。
当意大利在1915年5月向同盟国宣战时，“弗朗切斯科·费鲁乔”号被分配到驻扎在布林迪西的第五巡洋舰分舰队。6月5日，该分舰队轰炸了拉古萨附近的铁路线，并于7月17日晚离开布林迪西，准备在翌日早晨在拉古萨韦基亚附近再次执行轰炸任务。在凌晨4点开始轰炸后不久，“朱塞佩·加里波蒂”号被奥匈帝国潜艇U-4号发射的一枚鱼雷击中。尽管该舰仅被一枚鱼雷击中，但还是在几分钟内就沉没了，有53名舰员丧生。为此，该分舰队立即撤退以避免遭到进一步的攻击，仅留下三艘驱逐舰在营救幸存者。7月7日，装甲巡洋舰“阿马尔菲”号被另一艘潜艇击沉。由此严重的限制了驻扎在亚得里亚海的其他舰只的活动。“弗朗切斯科·费鲁乔”号于11月19日至12月22日在黎凡特短暂驻扎，然后返回布林迪西，在那里护送船队前往阿尔巴尼亚，并在战争结束后在阿尔巴尼亚海岸巡逻。
“弗朗切斯科·费鲁乔”号于1919年成为一艘海军学员训练舰，最终于1924年完成改造。1922年7月30日，该舰在比斯开湾与西班牙货船“阿亚拉·门迪”号（Ayala Mendi）相撞，船上33名船员中有一人丧生，“阿亚拉·门迪”号沉没。
“弗朗切斯科·费鲁乔”号于1930年4月1日被拆解。

## 脚注

### 引文
1. 1 2  . The Times (36750) (London). 1902-04-24.
2. 1 2  日本海人社 (2014)，第48頁.
3. ↑  章骞 (2013)，第298頁.
4. 1 2  Freivogel (2012)，第43頁.
5. ↑  王运 (1988)，第85頁.
6. ↑  李昊 (2019)，第310頁.
7. ↑  章骞 (2013)，第102頁.
8. ↑  Chesneau & Kolesnik (1979)，第351頁.
9. ↑  郑昕远 (2022)，第112頁.
10. 1 2  Silverstone (1984)，第298頁.
11. ↑  Professional Notes–Italy (1905)，第1004-1005頁.
12. ↑  Curtis (1907)，第98–99頁.
13. 1 2 3  Marchese (1995).
14. ↑  Beehler (1913)，第9, 19–21頁.
15. 1 2  金文杰 (2022)，第143頁.
16. ↑  Gardiner & Gray (1985)，第389, 392頁.
17. 1 2 3  Gardiner & Gray (1985)，第256頁.
18. ↑  Silverstone (1984)，第298–299, 307頁.
19. ↑  Beehler (1913)，第56–58頁.
20. 1 2  Langensiepen & Güleryüz (1995)，第16頁.
21. ↑  Sondhaus (2001)，第218頁.
22. ↑  Stephenson (2014)，第254頁.
23. ↑  Freivogel (2012)，第40, 46–47頁.
24. ↑  Halpern (1994)，第148, 151頁.
25. ↑  Sondhaus (1994)，第289頁.
26. ↑  . Clydeships.   [2019-11-06]. （原始内容存档于2022-09-23）.

## 扩展阅读
- Fraccaroli, Aldo. . London: Ian Allan. 1970. ISBN 978-0-7110-0105-3.